# La Fria
La Fria é uma cidade venezuelana, capital do município de García de Hevia.